# Nowy Dwór (Głubczyce)
Nowy Dwór [pronunciación en polaco: /ˈnɔvɨ ˈdvur/] (en alemán: Neuhof) es un pueblo ubicado en el distrito administrativo de Gmina Kietrz, dentro del Condado de Głubczyce, Voivodato de Opole, en el sur de Polonia occidental, cercano a la frontera checa. Se encuentra aproximadamente a 11 kilómetros al oeste de Kietrz, a 17 kilómetros al sur de Głubczyce, y a 68 kilómetros al sur de la capital regional Opole.
Antes de 1945, el área era parte de Alemania.